# Troubles associés à l'autisme

Diagramme d'Euler montrant un chevauchement des phénotypes cliniques des gènes associés aux formes monogéniques des troubles du spectre de l'autisme (TSA), du TDA/H, de la dystonie, de l'épilepsie et de la schizophrénie :
Gènes associés à l'épilepsie
Gènes associés à la schizophrénie
Gènes associés au trouble du spectre de l'autisme
Gènes associés au TDA/H
Gènes associés à la dystonie

Les troubles associés à l'autisme sont des troubles survenant fréquemment en co-occurrence avec le trouble du spectre de l'autisme (TSA). Ils peuvent être répartis en quatre grandes catégories : handicap mental, condition physique, psychopathologie et comportements-problèmes.
Certaines de ces co-occurrences sont très fréquentes, telles que l'association entre le TSA et le TDA/H, les Troubles psychiques, l'anxiété, le handicap intellectuel et l'épilepsie. D'autres sont plus rares.
La présence d'une co-occurrence n'implique pas forcément une relation de causalité.

## Importance des troubles associés dans le contexte de l'autisme
Le diagnostic de trouble du spectre de l'autisme est caractérisé par « un déficit en communication sociale et des comportements restreints et stéréotypés », qui entraîne une altération du fonctionnement personnel, social, scolaire ou professionnel.
La notion de comorbidité, c'est-à dire la présence d'une entité clinique distincte, qu'elle soit préexistente ou qu'elle apparaisse plus tard, est définie par Feinstein en 1970. Chez une personne autiste, ces comorbidités jouent un rôle important dans la variabilité clinique. L'étude des conditions médicales secondairement associées avec l'autisme constituait cependant en 2013 un champ de recherche scientifique relativement neuf. En effet, durant longtemps, la cause des éventuels problèmes rencontrés par une personne autiste (par exemple bouger beaucoup, avoir du mal à se concentrer ou du mal à dormir) était attribuée à son seul autisme. En réalité, la présence de comorbidités est « la règle » pour les personnes diagnostiquées comme autistes. D'après le DSM-5, 70 % des personnes diagnostiquées d'un TSA ont au moins un trouble mental associé, et 40 % en ont deux ou plus. Les comorbidités jouent un rôle potentiellement important dans la mortalité des personnes autistes. 
Il existe un très grand nombre d'associations possible à des pathologies, ce qui rend la réalisation d'une recension complète particulièrement difficile. Les chercheurs Johnny L. Matson et Rachel L. Goldin classent ces comorbidités en quatre grandes catégories : celles relatives au handicap mental, celles touchant à la condition physique, celles relevant de la psychopathologie, et enfin celles relevant de comportements-problèmes. L'étude des co-occurrences avec les troubles des apprentissages (troubles dys), du sommeil, et la psychopathologie, n'est réalisée que depuis les années 2010.
Parmi les troubles les plus fréquemment associés à l'autisme, figurent le handicap intellectuel, le Trouble du déficit de l'attention avec ou sans hyperactivité (TDA/H) et l'épilepsie.
La distinction entre les TSA et d'autres diagnostics peut être difficile, car les traits des TSA se chevauchent souvent avec des symptômes d'autres troubles, compliquant les procédures de diagnostic,.

## Association entre le TSA et d'autres troubles du neurodéveloppement
Le TSA fait partie des troubles du neurodéveloppement, qui incluent aussi les troubles dys et le TDA/H,.
L'association entre le TSA et les troubles des apprentissages (dys) est fréquente. Ces troubles dys peuvent concerner la parole, la praxie, l'attention ou encore l'écrit. Ils incluent notamment la dyspraxie, la dyslexie, et la dysorthographie.

### Trouble du déficit de l'attention avec ou sans hyperactivité (TDA/H)
Auparavant, le manuel diagnostique DSM-IV ne permettait pas le co-diagnostic des TSA et du trouble du déficit de l'attention avec ou sans hyperactivité (TDA/H). Cette association a longtemps été un sujet de débat scientifique. La proximité des symptômes entre les deux troubles peut facilement conduire à des erreurs de diagnostic,. Après des années de recherche clinique, le DSM-5 paru en 2013 a supprimé cette interdiction de co-diagnostic.
Ainsi, les personnes autistes peuvent également recevoir un diagnostic de TDA/H, avec des modificateurs de l'attention et de l'hyperactivité. Cliniquement significatifs, les symptômes du TSA et du TDA/H peuvent couramment coexister.[réf. souhaitée] La prévalence de la co-association varie en fonction des études menées, allant de 28,2 à 86 %. D'après une recension effectuée en 2016, 59 % des enfants diagnostiqués avec un TSA ont une co-occurrence de TDA/H.
Les enfants avec ces deux ensembles de symptômes peuvent mal réagir aux traitements courants des TDA/H. Les personnes concernées par cette association peuvent suivre l'analyse appliquée du comportement et le neuro-feedback.

### Troubles de la coordination / Dyspraxie
La première description du syndrome d'Asperger et d'autres diagnostics incluent des descriptions de dyspraxie, ou trouble de la coordination des mouvements. Les enfants autistes peuvent être retardés dans l'acquisition d'habiletés motrices qui nécessitent de la dextérité, tels que le vélo ou l'ouverture d'un bocal. Ils peuvent sembler maladroits ou « mal à l'aise dans leur propre peau ». Ils peuvent être mal coordonnés, avoir un impair dans la marche ou la posture, une mauvaise écriture ou des problèmes avec l'intégration visuo-motrice, la perception visuelle, et la perception des compétences et de l'apprentissage conceptuel,. Ils peuvent montrer des problèmes avec la proprioception (perception de la position du corps) sur les mesures de dyspraxie, d'équilibre, de démarche et d'apposition pouce-index.
Une étude comparative menée par Sarah Cassidy et al. sur des milliers d'adultes avec groupe de contrôle, en 2016, conclut que la dyspraxie est présente chez 6,9 % des personnes autistes, contre 0,8 % chez le groupe de contrôle.

## Conditions de comorbidité

### Trouble bipolaire
Il existe un chevauchement entre certains gènes responsables de l'autisme et des gènes responsables du trouble bipolaire, laissant à penser une origine commune,. Les troubles bipolaires sont plus fréquents chez les personnes autistes adultes, par comparaison à la population générale,,. Une étude de 2015 conclut qu'environ 7 % des personnes autistes ont des troubles bipolaires ; une très vaste étude de 2021, sur 700 000 personnes, conclut qu'il existe six fois plus de troubles bipolaires parmi la population autiste par comparaison à la population générale. Cependant, d'après une recension de 2022, cette co-occurrence plus élevée n'est retrouvée que chez les femmes autistes.
Des traits associés à l'autisme ont aussi été retrouvés de manière beaucoup plus fréquente que la moyenne (47,2 %) parmi 143 personnes déjà diagnostiquées d'un trouble bipolaire ; plus le diagnostic de bipolarité était précoce et plus ces traits autistiques sont marqués.
La médication des personnes à la fois autistes et bipolaires est complexifiée par un risque important d'interactions médicamenteuses ; Salvatore Amadori et al. conseillent une médication limitée dans le temps. Il y a également une vigilance à avoir au regard du risque suicidaire chez cette population.

### Troubles gastro-intestinaux
L'association entre le TSA et les troubles gastro-intestinaux varie de 9 à 70 %, en fonction des études menées et de leur méthodologie. 
Ces troubles associés incluent le reflux gastro-œsophagien, la constipation chronique, la douleur abdominale et la diarrhée chronique. 
De tous ces troubles, le plus fréquemment associé au TSA est la constipation, à hauteur de 22 %. Il est possible que ces troubles gastro-intestinaux aient un lien avec la sélectivité alimentaire.

### Épilepsie
Les TSA sont associés à l'épilepsie, avec des variations de risque d'épilepsie en fonction de l'âge, du niveau cognitif, et du type de trouble du langage,. 25 à 30 % des adolescents autistes font des crises d'épilepsie. Cette association est beaucoup plus fréquente chez les autistes qui présentent également un handicap intellectuel, que chez ceux qui n'en ont pas ; elle est aussi plus fréquente chez les femmes. 
Ces crises, provoquées par une activité électrique anormale dans le cerveau, peuvent produire une perte de conscience temporaire (un black-out), des convulsions, des mouvements inhabituels. Parfois, un facteur de risque est le manque de sommeil ou une forte fièvre. Un EEG peut aider à confirmer la présence d'épilepsie. En général, l'apparition de l'épilepsie survient avant l'âge de cinq ans ou au cours de la puberté.
Le taux de mortalité des personnes autistes et épileptique est environ le double de celui de la population générale, avec une plus forte mortalité chez les femmes. Les formes d'épilepsie résistantes au traitement semblent plus fréquentes chez les autistes. Différentes études postulent un lien entre l'autisme, l'épilepsie et les traits cognitifs. Un mécanisme causal commun est suggéré, mais reste à découvrir.

### Dysphorie de genre
La dysphorie de genre est un diagnostic donné à certaines personnes trans qui éprouvent de l'inconfort lié à leur identité de genre. Les personnes autistes pourraient être plus susceptibles de faire l'expérience de la dysphorie de genre,.
L'association entre TSA et dysphorie de genre est plus fréquente que la moyenne.

### Déficience intellectuelle
La fraction de personnes autistes qui répondent également aux critères utilisés pour mesurer la déficience intellectuelle a été signalée comme allant de 25 % à 70 %, une grande variation illustrant la difficulté à évaluer l'intelligence autiste
.
En 2006, l'hypothèse commune selon laquelle la plupart des enfants autistes ont une déficience intellectuelle est remise en question dans une recension systématique de Meredyth Goldberg Edelson, qui souligne un manque de preuves empiriques. Il est possible que l'association entre une déficience intellectuelle et l'autisme ne provienne pas du fait qu'ils ont généralement des causes communes, mais du fait que la présence des deux rende plus probable le diagnostic des deux. L'Institut national de la santé et de la recherche médicale (INSERM) retient en 2016 qu'environ la moitié des enfants diagnostiqués avec un TSA le sont également avec un handicap intellectuel.

### Métabolisation des vitamines et des minéraux
D'après une recension de 2019 portant sur le lien entre l'autisme et les vitamines, il existe très peu de preuves d'efficacité des supplémentations en vitamines et en minéraux chez les personnes autistes, et quelques preuves d'anomalies dans le métabolisme et la nutrition.
Une recension de la littérature scientifique publiée en 2012 confirme un lien entre l'autisme et le métabolisme de la vitamine D, mais sans pouvoir confirmer que la carence en vitamine D serait plus fréquente.
Une recension systématique des études sur le métabolisme des folates (vitamine B9), réalisée en 2016, a conclu à l'absence de réplicabilité des résultats, et donc à l'absence de preuve d'un lien entre l'autisme et un problème de métabolisation des folates.

### Trouble obsessionnel-compulsif
Le trouble obsessionnel compulsif est caractérisé par des pensées obsédantes ou des actes compulsifs. Environ 30 % des personnes avec TSA ont aussi un trouble obsessionnel-compulsif.

### Psychose et schizophrénie
Dans 30 à 50 % des cas, la schizophrénie infantile est précédée de troubles du spectre autistique infantile. Il existe aussi une contribution génétique commune.
La psychiatre Anne-Laure Toureille reconnaît « certains symptômes communs » entre les troubles psychotiques et les TSA, mais rappelle qu'ils sont bien distincts, les symptômes positifs (hallucinations et propos délirants) étant spécifiques aux troubles psychotiques.
Sur 89 personnes diagnostiquées avec un autisme atypique (trouble envahissant du développement non spécifié, étude de 2007), 34,8 % ont un trouble du spectre de la schizophrénie associé.
Une étude comparative de 2017 entre 116 personnes à la fois autistes et psychotiques, et des personnes autistes sans comorbidités, conclut que la psychose se manifeste généralement de manière inhabituelle chez les personnes autistes et psychotiques, via un ensemble de symptômes très atypiques.

### Trouble de la personnalité schizoïde
Le trouble de la personnalité schizoïde est un trouble de la personnalité caractérisé par un manque d'intérêt pour les relations sociales, une tendance à un mode de vie solitaire ou protégé, le secret, la froideur émotionnelle, le détachement et l'apathie. Parmi les autres caractéristiques associées, citons un discours guindé, un manque de plaisir dans la plupart des activités, voire dans toutes, le sentiment d'être un « observateur » plutôt qu'un participant à la vie, une incapacité à tolérer les attentes émotionnelles des autres, une indifférence apparente face aux louanges ou aux critiques, un certain degré d'asexualité et des croyances morales ou politiques idiosyncrasiques. Les symptômes apparaissent généralement à la fin de l'enfance ou à l'adolescence.
Plusieurs études ont fait état d'un chevauchement, d'une confusion ou d'une association avec le syndrome d'Asperger,,. Une étude de 2012 sur un échantillon de 54 jeunes adultes diagnostiqués avec syndrome d'Asperger a révélé que 26 % d'entre eux répondent également aux critères du trouble de la personnalité schizoïde, soit l'association la plus élevée de tous les troubles de la personnalité de l'échantillon (les autres étaient de 19 % pour la personnalité obsessionnelle-compulsive, de 13 % pour le trouble de la personnalité évitante et une femme avait le trouble de la personnalité schizotypique). En outre, deux fois plus d'hommes avec syndrome d'Asperger que de femmes répondent aux critères du trouble de la personnalité obsessionnelle-compulsive. Alors que 41 % de l'ensemble de l'échantillon est au chômage sans profession, ce chiffre atteint 62 % dans le groupe à la fois Asperger et trouble de la personnalité schizoïde.
Certaines études donnent des indices génétiques en faveur d'un spectre liant le groupe A des troubles de la personnalité, la schizophrénie et les troubles du spectre autistique,, bien que l'approche causale par la génétique fasse débat.
Dans cette même étude de 2012, il est noté que le DSM pourrait compliquer le diagnostic de trouble de la personnalité schizoïde en exigeant l'exclusion d'un trouble envahissant du développement avant d'établir un diagnostic de trouble de la personnalité schizoïde. L'interaction sociale, les comportements stéréotypés et les intérêts spécifiques sont plus marqués chez les personnes avec syndrome d'Asperger qui remplissent également les critères du trouble envahissant du développement, ce qui va à l'encontre de l'idée selon laquelle les compétences en matière d'interaction sociale ne sont pas altérées dans le cas du trouble envahissant du développement. Les auteurs estiment qu'un sous-groupe important de personnes avec troubles du spectre autistique ou de trouble envahissant du développement présentent des « traits schizoïdes » évidents et correspondent aux « solitaires » de la classification de Lorna Wing, The autism spectrum (Lancet 1997), décrite par Sula Wolff.

### Syndrome de la Tourette
La prévalence du syndrome de La Tourette chez les personnes avec autisme est estimée à 6,5 %, plus élevé de 2 à 3 points que la prévalence de la population générale. Plusieurs hypothèses sont avancées pour cette association, dont des facteurs génétiques et des anomalies de la dopamine, du glutamate ou de la sérotonine.

### Troubles sensoriels
Des réponses insolites à des stimuli sensoriels sont plus communes et importantes chez les personnes avec autisme, bien qu'il n'y ait pas de preuves que les symptômes sensoriels différencient l'autisme d'autres troubles du développement. Le trouble du traitement sensoriel est comorbide des TSA, avec une prévalence de 42 % à 88 %.
Plusieurs études ont rapporté des problèmes moteur associés qui incluent un manque de tonus musculaire, une mauvaise planification motrice, et l'équinisme. Les TSA ne sont pas associés à de graves troubles moteurs.

#### Troubles auditifs
L'hyperacousie, ou hypersensibilité auditive, est, avec la misophonie, fréquemment rencontrée chez les personnes autistes. De nombreuses preuves de co-occurrence entre TSA et hyperacousie ont été retrouvées dans une méta-analyse de 2021 sur le sujet, mais l'hétérogénéité des critères dans ces études ne permet pas de définir une prévalence, rendant nécessaire une évaluation cohérente du seuil de tolérance au son.
Si des réponses atypiques à l'environnement auditif sont très bien documentées dans la littérature scientifique, les preuves de lien entre l'autisme et les symptômes auditifs restent faibles et mal documentées. Des symptômes de réaction auditive non-expliqués peuvent faire soupçonner un autisme.
Une étude d'Ali A. Danesh et al. en 2015 conclut que sur 55 personnes diagnostiquées avec syndrome d'Asperger, 35 % sont concernés par des acouphènes, ce qui est beaucoup plus élevé que dans la population générale.

### Troubles du sommeil
Des troubles du sommeil sont fréquemment cités chez les enfants autistes à plus forte prévalence que chez les enfants neurotypiques, en y incluant le réveil matinal précoce et le manque de sommeil,. Il s'agit aussi d'une des préoccupations principales des parents. Une grande variété de troubles du sommeil sont répertoriés : insomnies, parasomnies, et mouvements pendant le sommeil.
D'après Beth A. Malow et al., l'insomnie est présente chez 53 à 78 % des enfants et adolescents autistes ; la recension de Silvia Miano et Raffaele Ferri en 2010 trouvant 44 à 83 %, tandis que celle de C. M. Schröder et al. en 2022 donne 40 à 86 %.
Il n'existait pas (en 2008) de médicament approuvé par la Food and Drug Administration des États-Unis pour les enfants TSA avec insomnie. Daniel A. Rossignol et Richard E. Frye constatent en 2014 des anomalies dans la physiologie de la mélatonine et du rythme circadien chez les personnes avec TSA, soit des concentrations plus faibles de métabolites de mélatonine ou de mélatonine dans les TSA par rapport aux témoins. La prescription de mélatonine a depuis démontré une certaine efficacité pour réduire les troubles du sommeil chez les personnes autistes. L'Agence européenne des médicaments a autorisé en 2018 la mise sur le marché d'une mélatonine pédiatrique à libération prolongée commercialisée sous le nom de Slenyto®.

### Troubles mentaux
Les phobies, la dépression et d'autres psychopathologies ont souvent été décrits avec les TSA, mais cela n'a pas été systématiquement évalué. La présentation de la dépression dans les TSA peut dépendre du niveau de fonctionnement cognitif, avec une réduction du fonctionnement des enfants ayant plus de problèmes de comportement.
La stigmatisation sociale vécue par les personnes autistes dégrade leur santé mentale, dans un contexte où une idée reçue voulait que ce soit la condition autistique en elle-même qui la dégrade. Depuis les années 2010, un faisceau d'études démontre que les problèmes de santé mentale, particulièrement l'anxiété et la dépression, ne sont pas inhérents à l'autisme mais découlent plutôt du stress minoritaire et de mauvaises conditions de vie. Entre 70 et 80 % des autistes ont un problème de santé mentale concomitant, les plus fréquents étant l'anxiété et la dépression.

#### Anxiété
Les troubles anxieux sont fréquemment associés aux TSA, mais les raisons en restent à identifier. L'analyse de 24 études publiées sur le sujet avant 2018 confirme cette co-association, avec une moyenne de 50 % de diagnostics conjoints TSA et d'anxiété sociale selon Spain et al. ; 40 % selon Zaboski et Storch. Une méta-analyse de 83 articles portant sur l'anxiété des enfants autistes confirme également que cette association est plus fréquente chez des enfants dits « à haut niveau de fonctionnement ».
L'anxiété chez les enfants autistes se repère par un plus grand nombre de gestes moteurs répétitifs. Elle se manifeste aussi par des troubles du sommeil, des surcharges sensorielles, de la défiance et des comportements agressifs. Le ressenti d'anxiété peut empirer à l'adolescence. Une hypothèse causale serait le stress minoritaire.

#### Dépression
Le Dr Mohammad Ghaziuddin estime, en 2002, que la dépression est probablement le trouble psychiatrique le plus fréquemment associé aux troubles du spectre de l'autisme.
Une étude de Susan Dickerson Mayes et collègues, publiée en 2011, conclut que la dépression est présente chez environ la moitié des 627 enfants autistes étudiés. La recension de Hudson et al. en 2019 conclut de même que près de la moitié des personnes autistes feront face à au moins un épisode dépressif au cours de leur vie.

### Troubles sexuels
Les personnes avec TSA présenteraient plus souvent des paraphilies ou de l'hypersexualité que le reste de la population,.

## Maladies génétiques associées à l'autisme
Les TSA sont associés à plusieurs troubles génétiques,,.
Ces maladies génétiques associées sont rares, mais leur dépistage est important. Les plus fréquemment retrouvés sont le syndrome de l'X Fragile, le syndrome de Rett et la sclérose tubéreuse de Bourneville ; il existe aussi des associations plus rares entre le TSA et le syndrome de Down ou le syndrome d'Angelman.

### Syndrome de l'X Fragile
Le syndrome de l'X fragile est en co-occurrence dans environ 4 % des cas.
Un certain nombre de garçons ayant ce syndrome rencontrent aussi les critères diagnostiques de l'autisme. C'est la forme héréditaire la plus fréquente de handicap mental chez des personnes autistes.

### Sclérose tubéreuse de Bourneville
La sclérose tubéreuse de Bourneville (STB) est une maladie génétique rare qui provoque la croissance de tumeurs bénignes dans le cerveau, ainsi que dans d'autres organes vitaux. Il y a toujours eu une forte association avec le spectre de l'autisme,. L'épilepsie est aussi une comorbidité fréquente. 90 % des enfants qui associent le TSA et la STB sont aussi diagnostiqués avec un handicap intellectuel.
Elle concerne entre 0,4 % et 3 % des personnes autistes. La pathogénie commune éventuelle reste mal connue. Des médications spécifiques à cette population sont proposées, avec la vigabatrine et l'évérolimus.

### Syndrome de Rett
Le syndrome de Rett apparaît uniquement chez des filles.